# Glycéraldéhyde-3-phosphate déshydrogénase (ferrédoxine)
La Glycéraldéhyde-3-phosphate déshydrogénase à ferrédoxine est une oxydoréductase qui catalyse la réaction :
D-glycéraldéhyde-3-phosphate + H2O + 2 ferrédoxines oxydées  {\displaystyle \rightleftharpoons }  3-phospho-D-glycérate + 2 H+ + 2 ferrédoxines réduites.
Cette enzyme fonctionne avec des cofacteurs fer-soufre et de la molybdoptérine liée au tungstène. On pense qu'elle intervient à la place de la glycéraldéhyde-3-phosphate déshydrogénase et peut-être également de la phosphoglycérate kinase dans la glycolyse alternative identifiée chez Pyrococcus furiosus, une archée hyperthermophile. Elle est spécifique au glycéraldéhyde-3-phosphate.